# Camille Bombois
Camille Bombois (Venarey-les-Laumes, 3 febbraio 1883 – 6 giugno 1970) è stato un pittore francese, appartenente al movimento naïf.

## Biografia

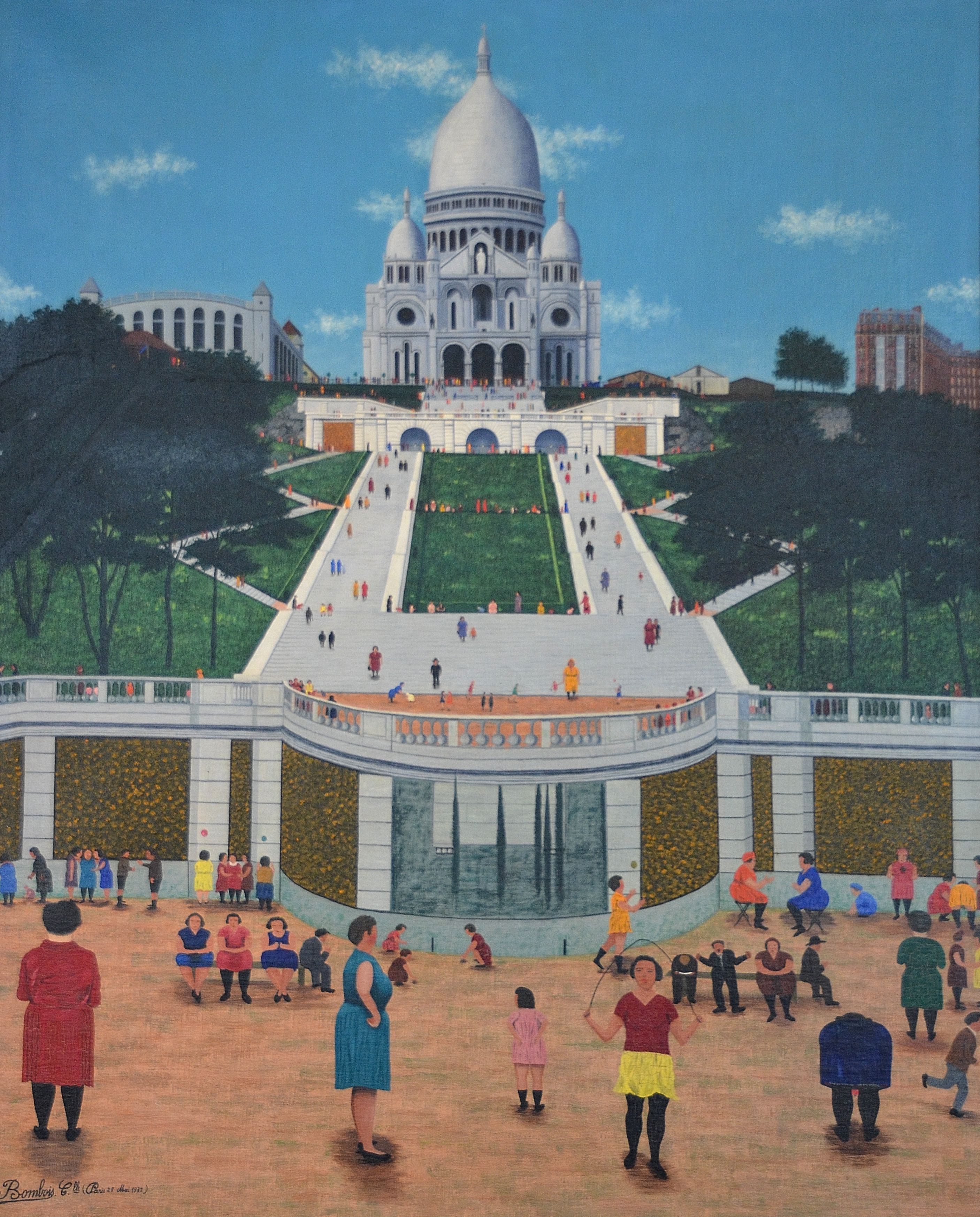
Le Sacré Coeur, 1932

Figlio di un umile manovratore di barche sui canali, studiò fino all'età di dodici anni, quando ebbe l'occasione di trovare l'impiego dapprima come garzone di fattoria e poi come fattore. Proprio in questi anni si avvicinò al disegno e alla pittura come autodidatta.
Durante il suo tempo libero si addestrò in attività sportive divenendo in breve tempo un lottatore (Wrestling) affermato, prima di entrare a far parte di un circo itinerante sempre con lo stesso ruolo.
Durante il 1907 concretizzò il suo sogno raggiungendo Parigi, dove si impiegò subito come manovale nella metropolitana e dopo un po' di tempo come facchino di un tipografia.
Già nel periodo precedente la prima guerra mondiale dedicò gran parte del suo ristretto tempo libero alla pittura, mostrando i suoi lavori in esposizioni sul marciapiede, ma a causa del suo stile all'antica non riuscì ad ottenere successo.
Nel 1914 incominciò il calvario militare e bellico che durò quattro anni, durante i quali si distinse ottenendo tre decorazioni per meriti speciali.
Terminata la guerra decise di impegnarsi a fondo con l'arte e nel 1922 ebbe l'occasione di esporre le sue opere a Montmartre, dove finalmente qualche osservatore entusiasta dei suoi quadri lo segnalò al critico d'arte tedesco Wihelm Uhde, già noto per aver scoperto e lanciato Henri Rousseau e Séraphine, che ammirato dai suoi prodotti, lo definì come un'artista emergente, pressoché una rivelazione, nell'ambito dei cosiddetti "pittori ingenui".
Grazie al successo commerciale riscosso riuscì a svolgere, da questo momento, a tempo pieno l'attività di pittore.
Nel 1937 partecipò ad un'importante mostra intitolata "Maîtres populaires de la réalité," a Parigi.
Realizzò la sua prima mostra personale nel 1944 alla Galerie Pétridès. 
Le caratteristiche peculiari della sua arte furono una dominante ingenuità nei temi e nei soggetti, con una certa predilezione per gli ambienti campagnoli oppure per le scene circensi e di fiere paesane, la narrazione realistica popolaresca ma sincera ed un primitivismo marcato che lo inserirono in qualche modo all'interno della più decadente pittura naïf.
I dipinti della sua maturità si contraddistinsero per i colori audaci, con forti contrasti di nero, rosso brillante, blu e rosa elettrico. I suoi dipinti di donne risultarono enfatici nella loro carnalità, e i suoi paesaggi furono notevoli nella loro attenta attenzione allo spazio e agli effetti della luce riflessa sull'acqua.